# Tra(sgre)dire
Tra(sgre)dire è un film erotico di Tinto Brass del 2000. 

## Descrizione
Anche in questo film c'è il cameo del regista, in questo caso come proprietario di un negozio fotografico. 
Verso la fine è inoltre presente una citazione del film La chiave, dello stesso Tinto Brass, che i protagonisti ricordano di aver visto al cinema nel 1986.

## Trama
Carla, ventenne veneziana, entra in un'agenzia immobiliare a Londra: cerca un appartamento da affittare per Matteo, lo studente di cui è innamorata e che al più presto la raggiungerà nella capitale britannica. Moira, la titolare dell'agenzia, colpita dall'avvenenza di Carla, la invita a casa propria. Carla tace tutto a Matteo che, preso da dubbi e gelosie, le dice per telefono che intende rinunciare al viaggio a Londra. Carla, molto delusa, per reazione accetta anche la corte di Mario, l'ex marito di Moira, nel corso di una festa del tutto particolare.
A Venezia Matteo però non resiste e parte senza dire niente. Quando di sorpresa raggiunge Carla a Londra, sfoga la sua rabbia ma alla fine, trascinato da lei e dalle persone che Carla ha conosciuto, capisce che, se il saperla con un altro lo fa impazzire di gelosia, proprio la gelosia lo rende folle di desiderio per lei. Così Matteo chiede a Carla di giurare che gli mentirà sempre.